# AS Cannes
Association Sportive de Cannes Football (phát âm tiếng Pháp: [a.sɔ.sja.sjɔ̃ spɔrtɪv də kan]; thường được gọi là AS Cannes hoặc đơn giản là Cannes) là một câu lạc bộ bóng đá của hiệp hội Pháp có trụ sở tại Cannes. Câu lạc bộ được thành lập năm 1902 với tư cách là một câu lạc bộ thể thao và hiện đang chơi ở Championnat National 3, bộ phận thứ năm của bóng đá Pháp. Cannes chơi các trận đấu trên sân nhà tại Stade Pierre de Coubertin, nằm trong thành phố. Đội được quản lý bởi Jean-Marc Pilorget và được chỉ huy bởi hậu vệ Vincent Di Bartoloméo.
Mặc dù chơi bóng đá ở French Riviera, một địa điểm du lịch nổi tiếng và thư giãn, Cannes vẫn tồn tại một sự mờ nhạt. Câu lạc bộ là một trong những thành viên sáng lập của bộ phận đầu tiên của bóng đá Pháp và đã hoàn thành á quân trong mùa khai mạc giải đấu. Danh hiệu cao quý nhất của câu lạc bộ cho đến nay đã giành được Coupe de France vào năm 1932. Cannes lần cuối chơi ở Ligue 1 mùa 1997 1997 và hiện đang phục vụ lâu nhất trong số các câu lạc bộ trong đội tuyển quốc gia, đã tham gia giải đấu kể từ năm 2001 Mùa vụ02. Câu lạc bộ đáng chú ý nhất là bàn đạp cho một số cầu thủ bóng đá nổi tiếng của Pháp như Zinedine Zidane, Patrick Vieira, Johan Micoud, Gaël Clichy, Sébastien Frey và Jonathan Zebina.
Cannes được biết đến với cái tên Les Dragons Rouges (The Red Dragons) và kết hợp biệt danh này vào vô số đồ đạc của câu lạc bộ, đáng chú ý nhất là đỉnh của nó. Vào ngày 21 tháng 5 năm 2010, câu lạc bộ đã tiết lộ logo mới của mình cho những người ủng hộ. Logo mới tương tự như logo trước đây của câu lạc bộ, nhưng năng động hơn với tên thành phố và nền tảng của câu lạc bộ được hiển thị trên huy hiệu. Con rồng, vốn là tâm điểm của câu lạc bộ, cũng được thiết kế cập nhật hơn.